# Attentato del Cairo del 4 agosto 2019
L'attentato del Cairo è stato un attacco terroristico commesso il 4 agosto 2019 contro l'Istituto Nazionale dei Tumori (in arabo المعهد القومي للأورام‎?, al-Maʿhad al-Qawmī li-l-Awrām), nel centro del Cairo. Ha causato la morte di 20 persone e il ferimento di 47.

## Attacco
Il 4 agosto 2019, un'auto ha colpito altre tre auto al di fuori del National Cancer Institute Egypt nel centro del Cairo (Egitto). Le collisioni hanno causato un'esplosione. 
Secondo quanto riferito, l'auto stava guidando contromano e presumibilmente conteneva una bombola di ossigeno.

Il giorno successivo, il ministro degli Interni ha dichiarato che l'auto conteneva esplosivi e doveva essere utilizzata in un'operazione terroristica. Il ministro ha accusato il Movimento Hasm (in arabo حركة سواعد مَصر‎?, Ḥarakat Sawāʿid Miṣr, ossia "Movimento degli avambracci d'Egitto".) di aver effettuato l'attentato.
Fonti egiziane, statunitensi e britanniche accusano Hasm di appartenere alla galassia ideologica e politica dei Fratelli Musulmani, senza però portare argomenti validi in proposito, mentre maggiormente convincenti appare il collegamento del gruppo al cosiddetto Stato Islamico e alle sue propaggini attive nella Penisola del Sinai.